# Gameto
Los gametos (del griego γαμετή gametḗ 'esposa' o γαμέτης gamétēs 'marido') son las células sexuales haploides de los organismos pluricelulares originadas por meiosis a partir de las células germinales (o meiocitos en el caso de células diploides).
La reproducción en los humanos se efectúa mediante la reproducción sexual, lo que significa que se necesita la unión de dos células sexuales diferentes para formar un cigoto, e iniciar el proceso de desarrollo del embrión (embriogénesis). Estas células sexuales se denominan «gametos» y son de dos clases: masculinos (espermatozoides) y femeninos (óvulos).

## Características
Los gametos reciben nombres diferentes según el sexo del portador y el reino (animal, vegetal) al que pertenezcan. En los animales, los gametos proceden de una estirpe celular específica llamada línea germinal, diferenciada en etapas tempranas del desarrollo, y se llaman óvulo el femenino y espermatozoide el masculino; y una vez fusionados producen una célula denominada cigoto o llamada huevo fecundado que contienen dos conjuntos de cromosomas, por lo que es diploide. En las plantas, el gameto femenino se llama oósfera, y el polen es el gametofito masculino, en el interior del cual se forman los gametos masculinos que fecundan a la oósfera.
Los gametos son células compuestas por un solo juego de cromosomas (tienen una versión única de la información genética que determinará las características físicas del individuo) que durante la fecundación se fusionarán con otro gameto del sexo opuesto para formar el cigoto. A la formación de gametos se le llama gametogénesis. Los órganos que producen los gametos se llaman gónadas en los animales, y gametangios en los organismos vegetales. 
La célula resultante de la fusión de los gametos reúne los cromosomas de ambos, así que los gametos suelen ser células haploides. En organismos diploides, como los animales, la formación de los gametos implica un proceso de meiosis, con su correspondiente reducción cromosómica. En organismos haplodiplontes, como las plantas, los gametos son producidos por la fase haploide (gametófito), mientras que es la fase diploide (esporófito), producida precisamente a partir de la fecundación, la que produce esporas por meiosis.

## Investigación
Una de las líneas de investigación más novedosa es la formación de gametos artificiales en laboratorios. Este avance podría sin duda suponer un antes y un después en técnicas de reproducción asistida.

Diferentes grupos de investigación han desarrollado hasta la fecha gametos artificiales en modelos animales a partir de células somáticas, pero es un campo todavía en desarrollo en humanos debido a diversos motivos (éticos, científicos, fiabilidad...)
El mayor problema hasta la fecha es que no se han podido crear gametos idénticos a la célula somática, solo similares.

## Disparidad
En algunos organismos protistas y en hongos los gametos son morfológica y fisiológicamente idénticos, aunque puede haber una diferencia genética definida. En la evolución, sin embargo, se aprecia una tendencia muy clara a que se distingan cada vez más un gameto femenino, generalmente grande e inmóvil, y un gameto masculino, pequeño y móvil.
En plantas y algas se distinguen tres casos que corresponden a otros tantos grados de manifestación de la tendencia indicada:
- Isogamia: los gametos son idénticos, generalmente móviles.
- Anisogamia: uno de los gametos es inmóvil y más grande.
- Oogamia: el gameto inmóvil, femenino, es rico en reservas nutritivas, que hereda tras la fecundación el cigoto, y que facilitan el primer desarrollo de un nuevo organismo pluricelular, hasta que este es capaz de asegurar por sí mismo su nutrición.